# Liste der Küchengewürze

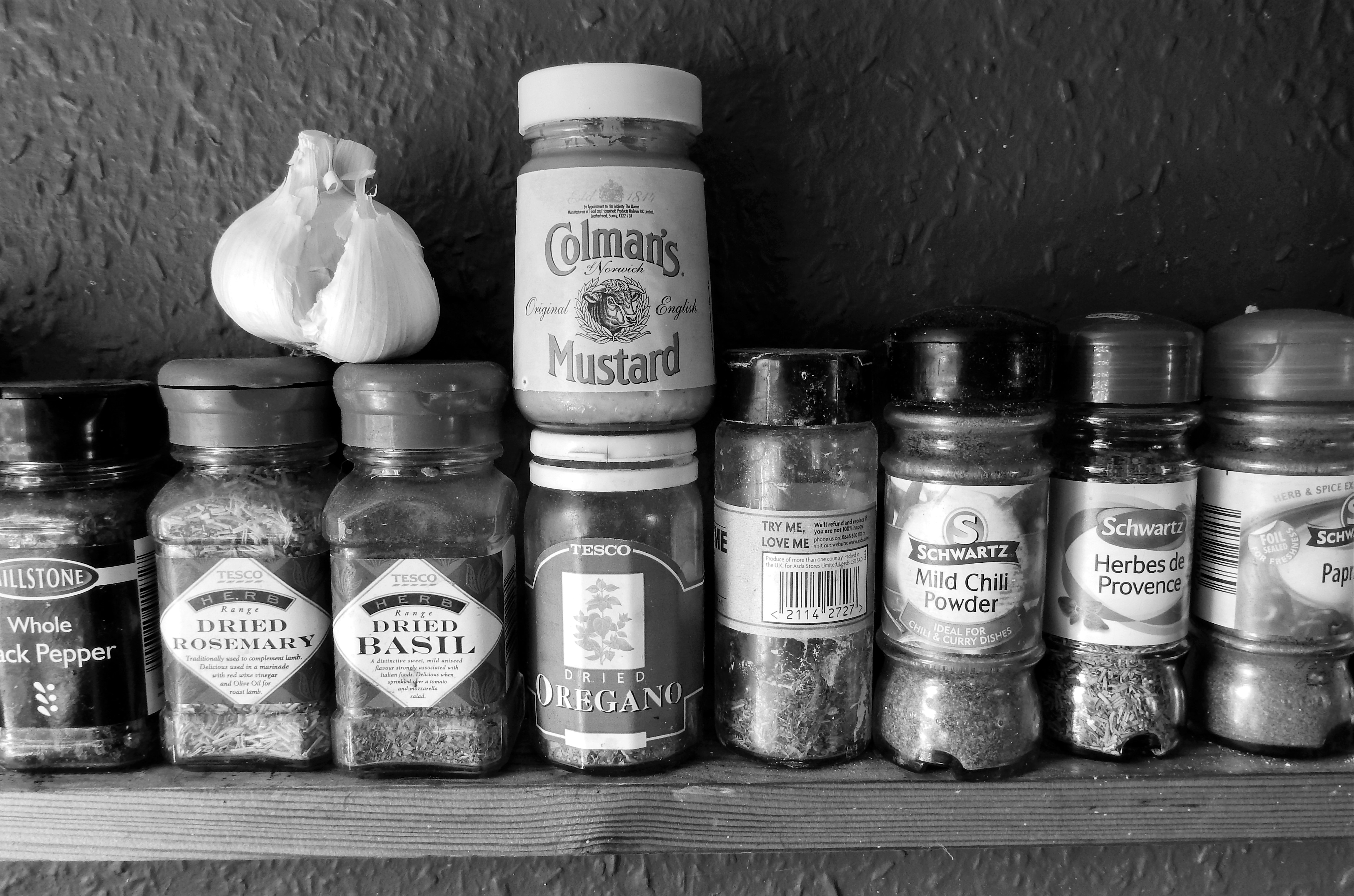
Gewürzregal mit verschiedenen Küchengewürzen in einem Haushalt

Die Liste der Küchengewürze enthält gebräuchliche Gewürze und Kräuter mit kurzen Verwendungshinweisen und Verweisen zu weiterführenden Artikeln.
Unter Gewürzen werden allgemein Teile von Pflanzen verstanden. Andere Lebensmittel, die als Gewürze bezeichnet werden, stehen unter Würzstoffe.

## A
| Gewürz                                                      | Verwendete Pflanzenteile | Verwendung | Bild |
| ----------------------------------------------------------- | ------------------------ | --- | ---- |
| Ajowan, Königskümmel, Indischer Kümmel (Trachyspermum ammi) | getrocknete Früchte      | In der indischen und arabischen Küche zu Hülsenfrüchten, Wurzelgemüse, gegrilltem Geflügel und Reisgerichten. Häufig in Currymischungen. |      |
| Anis (Pimpinella anisum)                                    | Samen                    | Gebäck, Kuchen, Fleischgerichte |      |
| Annatto (Bixa orellana)                                     | Samen                    | karibische und lateinamerikanische Küche                                                                                                 |      |
| Asant (Ferula asafoetida)                                   | Harz des Wurzelstocks    | In der indischen, pakistanischen, iranischen und irakischen Küche für Schmorgerichte.                                                    |      |

## B
| Gewürz                                                | Verwendete Pflanzenteile | Verwendung | Bild |
| ----------------------------------------------------- | ------------------------ | --- | ---- |
| Bärlauch (Allium ursinum)                             | vorwiegend Blätter       | Pesto, Salate, auch als Gemüse, Kräuterquark                                                                   |      |
| Bärwurz (Meum athamanticum)                           | Laub, teilweise Wurzeln  | Kräuterquark, Hüttenkäse, Kräutersuppe                                                                         |      |
| Basilikum (Ocimum basilicum)                          | Blätter                  | Salate, Mozzarella, mediterrane Küche, Suppen                                                                  |      |
| Beifuß (Artemisia vulgaris)                           | Triebspitzen             | bitteres Gewürz zu fettem Fisch, Fleisch und Geflügel                                                          |      |
| Berbere                                               |                          | scharfe Gewürzmischung der eritreischen und äthiopischen Küche                                                 |      |
| Bergkümmel (Laserpitium siler)                        | Früchte                  | in der türkischen Küche zu Eintöpfen, Kohl- und Tomatengerichten                                               |      |
| Bertram (Anacyclus pyrethrum)                         | Wurzel                   | scharfes Gewürz                                                                                                |      |
| Bockshornklee (Trigonella foenum-graecum)             | Samen                    | geröstete Samen in Gewürzmischungen (Curry), frisches oder getrocknetes Kraut zu Gerichten der indischen Küche |      |
| Bohnenkraut (Satureja hortensis und Satureja montana) | Blätter                  | Eintöpfe, Kartoffelsuppe, Grüne Bohnen                                                                         |      |
| Borretsch, Gurkenkraut (Borago officinalis)           | Blätter, Blüten          | zu Gurken, Kürbis, Blattsalaten                                                                                |      |
| Brotklee s. Schabzigerklee (Trigonella caerulea)      | Kraut                    | zur Käseherstellung vor allem in der Schweiz verwendet                                                         |      |
| Brunnenkresse (Nasturtium officinale R.Br.)           | Blätter und Triebe       | Salate |      |

## C
| Gewürz | Verwendete Pflanzenteile                   | Verwendung                                                                                        | Bild |
| --- | ------------------------------------------ | ------------------------------------------------------------------------------------------------- | ---- |
| Cardamom s. Kardamom (Elettaria cardamomum (L.) Maton var. cardamomum und Elettaria cardamomum var. major Thwaites) | Samenkapseln                               | Gebäck, Süßspeisen                                                                                |      |
| Cayennepfeffer (Capsicum)                                                                                           | getrocknete Früchte der Chilisorte Cayenne | dunkle Rindfleischspeisen, Fischsuppen, Salate                                                    |      |
| Chili (Capsicum) |                                            | Mischung aus Cayennepfeffer und anderen Gewürzen, zu Fleisch- und Fischspeisen, Saucen, Eintöpfen |      |
| Cilantro (Eryngium foetidum)                                                                                        | Blätter                                    | Fleischspeisen, Saucen, Eintöpfe                                                                  |      |
| Cumin (Kreuzkümmel) (Cuminum cyminum)                                                                               | Samen                                      | in Indien v. a. in Gewürzmischungen (Garam masala)                                                |      |
| Curcuma s. Kurkuma (Curcuma longa)                                                                                  | Rhizom                                     | Bestandteil der meisten Currymischungen, Färbemittel                                              |      |
| Curryblätter (Murraya koenigii)                                                                                     | Blätter                                    | in indischen Gemüsegerichten, frisch zu Currymischungen                                           |      |
| Currykraut (italienische Strohblume) (Helichrysum italicum, Syn.: Helichrysum angustifolium)                        | Blätter, Sprossachsen, Zweige              | Suppen und Schmorgerichte                                                                         |      |
| Currypulver |                                            | Gewürzmischungen nach indischer oder thailändischer Art zu Fleisch, Fisch, Geflügel, Gemüse       |      |

## D
| Gewürz                                        | Verwendete Pflanzenteile | Verwendung                               | Bild |
| --------------------------------------------- | ------------------------ | ---------------------------------------- | ---- |
| Dill (Anethum graveolens)                     | Blätter, Samen           | Gewürzgurken, Gurkensalat, Fischgerichte |      |
| Dost (Origanum) s. Oregano (Origanum vulgare) | Blätter                  | mediterrane Küche, Pizza                 |      |

## E
| Gewürz                                                    | Verwendete Pflanzenteile | Verwendung                                                                                                 | Bild |
| --------------------------------------------------------- | ------------------------ | --- | ---- |
| Eberraute (Artemisia abrotanum)                           | Blattspitzen             | Bittergewürz für fettes Fleisch                                                                            |      |
| Einlegegewürz                                             |                          | Gewürzmischung zum Würzen von Gemüsekonserven                                                              |      |
| Engelwurz auch Angelika (Angelica archangelica)           | Öl aus Wurzel und Samen  | Bitteraroma für Gebäck, Kuchen und Liköre                                                                  |      |
| Epazote auch Mexikanischer Tee (Chenopodium ambrosioides) | Blätter                  | mesoamerikanisches Gewürz für Bohnen                                                                       |      |
| Essigbaum oder Sumach, s. Gewürzsumach (Rhus coriaria)    | Früchte                  | leicht säuerndes Gewürz für Döner Kebab und andere orientalische Fleischgerichte und Reiseintöpfe          |      |
| Estragon (Artemisia dracunculus)                          | Blätter                  | subtiles Gewürz der französischen Küche, für Salate und Saucen, Gewürzgurken; Bestandteil der Herbes Fines |      |

## F
| Gewürz                                         | Verwendete Pflanzenteile | Verwendung                                                                                    | Bild |
| ---------------------------------------------- | ------------------------ | --------------------------------------------------------------------------------------------- | ---- |
| Färberdistel (Carthamus tinctorius)            | Blüten, Samen            | Blütenblätter als Färbemittel und Safranersatz, Samen zur Speiseölgewinnung                   |      |
| Fenchel (Foeniculum vulgare)                   | Früchte, Knollen         | Getrocknete Früchte für Fischgerichte, Fencheltee und -bonbons, Fenchelknolle auch als Gemüse |      |
| Fetthenne, vor allem Mauerpfeffer (Sedum Acre) | junge Triebe             | mit säuerlichem Aroma für Salate, Suppen, Kräuterquark oder -soßen                            |      |

## G
| Gewürz                                                                             | Verwendete Pflanzenteile       | Verwendung                                                     | Bild |
| ---------------------------------------------------------------------------------- | ------------------------------ | -------------------------------------------------------------- | ---- |
| Gado-Gado-Saucenpaste                                                              |                                | Gewürzpaste aus verschiedenen Gewürzen der indonesischen Küche |      |
| Gagel (Myrica gale)                                                                | Zweige                         | heute nicht mehr verwendet, früher als Biergewürz              |      |
| Galgant, großer, großer oder auch Galanga (Alpinia galanga, Syn.: Maranta galanga) | Rhizom                         | beliebtes Gewürz der thailändischen Küche, ähnlich Ingwer      |      |
| Galgant, echter, Laos (Alpinia officinarum)                                        | getrocknetes gemahlenes Rhizom | Landesküchen Indochinas                                        |      |
| Gänseblümchen (Bellis perennis)                                                    | Blätter, Blüten, Knospen       | Kräuterbutter, -essig, Suppen, Gemüsesalate                    |      |
| Garam Masala                                                                       |                                | indische Gewürzmischung zur Zubereitung von Currys             |      |
| Gelbwurz s. Kurkuma (Curcuma longa)                                                | Rhizom                         | Bestandteil der meisten Currymischungen, Färbemittel           |      |
| Gewürznelke (Syzygium aromaticum)                                                  | getrocknete Knospen            | Gebäck, Dessert                                                |      |
| Gochujang                                                                          |                                | scharfe fermentierte Chili-Würzpaste aus Korea                 |      |
| Gomashio, Gomasio                                                                  |                                | japanische Gewürzmischung aus geröstetem Sesam und Salz        |      |
| Gurkenkraut s. Borretsch (Borago officinalis)                                      | Blätter, Blüten                | zu Gurken, Kürbis, Blattsalaten                                |      |

## H
| Gewürz                                  | Verwendete Pflanzenteile      | Verwendung                                                                                 | Bild |
| --------------------------------------- | ----------------------------- | ------------------------------------------------------------------------------------------ | ---- |
| Harissa                                 |                               | scharfe Chili-Paste aus Nordafrika zu gegrilltem Fleisch und Couscous                      |      |
| Herbes Fines                            | Blätter verschiedener Kräuter | Kräutermischung der mediterranen Küche, Gemüse, Salate                                     |      |
| Honig                                   |                               | allgemein zum Süßen, Gebäck, Fleischgerichte, Saucen, Marinaden, Peking-Ente, Wildgerichte |      |
| gemeiner Huflattich (Tussilago farfara) | Blüten, junge Blätter         | Suppengrün, Suppen, Soßen, Butterbrotbelag, Kartoffelsalat, Tee                            |      |

## I
| Gewürz                       | Verwendete Pflanzenteile             | Verwendung                                                                                | Bild |
| ---------------------------- | ------------------------------------ | ----------------------------------------------------------------------------------------- | ---- |
| Ingwer (Zingiber officinale) | Rhizom                               | Fleischgerichte, Reis, Saucen, Kompott, zum Einlegen von Gurken, Kürbis, Birnen, Getränke |      |
| Isot-Chili, auch Urfa biber  | getrocknete und fermentierte Früchte | türkische Küche, Fleischgerichte, herzhafte oder rauchige Speisen                         |      |

## K
| Gewürz                                                        | Verwendete Pflanzenteile                 | Verwendung | Bild |
| ------------------------------------------------------------- | ---------------------------------------- | --- | ---- |
| Kaffernlimette, Kaffirlimette, Kaffirzitrone (Citrus hystrix) | Früchte und frische Blätter              | Schale und Blätter mit Zitrusaroma, Verwendung wie Zitronengras                                                                                         |      |
| Kakaopulver, s. a. Schokolade                                 | fermentierte getrocknete gemahlene Samen | Gebäck, Desserts |      |
| Kalmus (Acorus calamus)                                       | Rhizom                                   | Fruchtsuppen, Kompott, Süßspeisen, Wein, Tee, Suppengemüse, Kräuteressig, -öl                                                                           |      |
| Kapern (Capparis spinosa)                                     | eingelegte Blütenknospen                 | Helle Fleischgerichte, Frikassee, Salate, Königsberger Klopse, Eier, Remouladen, Fisch, gekocht, Quark                                                  |      |
| Kapuzinerkresse (Tropaeolum majus L.)                         | Blätter, Blüten                          | wie Kresse zum Salat, Blüten als Dekoration, Marinaden                                                                                                  |      |
| Grüner Kardamom (Elettaria cardamomum)                        | Samenkapseln                             | Gebäck, Süßspeisen, Reisspeisen (auch süße), Apfelkuchen                                                                                                |      |
| Schwarzer Kardamom (Amomum subulatum)                         | Samenkapseln                             | Fischgerichte, Reisspeisen, Fleischbrühen, Hack- und Hammelfleischgerichte, gebratenes Hähnchen                                                         |      |
| Kerbel (Anthriscus cerefolium var. cerefolium)                | Blätter                                  | Salate, Suppen, Soßen, Tunken, Grillgerichte, Hammel- und Hühnerfleisch, Pilzgerichte                                                                   |      |
| Kemirinuss, Lichtnuss (Aleurites moluccanus)                  | Frucht                                   | südostasiatische Küche |      |
| Knoblauch (Allium sativum)                                    | Zwiebeln, Keime                          | Universalgewürz für alle herzhaften Speisen. |      |
| Koriander (Coriandrum sativum)                                | Samenkapseln, frische Blätter, Wurzel    | Gebäck, Saucen, Brot, Beizen, Marinaden, Hülsenfruchtsuppen, Fischkonserven, -marinaden, Fleisch, Wirsing-, Weiß- und Rotkohl, Gewürzmischungen, Möhren |      |
| Kren s. Meerrettich (Armoracia rusticana)                     | Wurzel                                   | Verwendung ähnlich wie Senf, zu Fisch und Fleisch |      |
| Kresse (Lepidium sativum)                                     | Blätter                                  | Salat, zum Gemüse, Fisch, Quark, Soßen, Suppen, Eier, Tomaten, Garnituren z. B. auf Käse, Eiern, Brot, Bratkartoffeln                                   |      |
| Große Königskerze (Verbascum thapisformes)                    | Blüten                                   | Kräuterbutter, -essig, -öl, Teemischungen |      |
| Kreuzkümmel, auch Cumin (Cuminum cyminum)                     | Samen                                    | in Indien v. a. in Gewürzmischungen (Garam masala) |      |
| Kubebenpfeffer, Schwanzpfeffer (Piper cubeba)                 | Samen                                    | Gewürzmischungen wie Ras el-Hanout, indonesische Küche, Fleisch- und Gemüsegerichte                                                                     |      |
| Kümmel (Carum carvi)                                          | Samen                                    | Braten und -soßen, Kohl und -salate, Rotkraut, Weißkrautsalat, Brot, Brötchen, Sauerkraut, Pellkartoffeln, Bratkartoffeln, Pilzsuppen                   |      |
| Kürbis s. Kürbiskernöl                                        | Öl aus gerösteten Kürbissamen            | Kürbiskernöl für Salat, zu Brot |      |
| Kurkuma (Curcuma longa)                                       | Rhizom                                   | Bestandteil der meisten Currymischungen, Färbemittel, Rühreier, Geflügelragout, Senfproduktion                                                          |      |

## L
| Gewürz                                                        | Verwendete Pflanzenteile | Verwendung | Bild |
| ------------------------------------------------------------- | ------------------------ | --- | ---- |
| Langer Pfeffer (Piper longum)                                 | Samenstand               | wie schwarzer Pfeffer |      |
| Lakritze, Süßholz (Glycyrrhiza glabra)                        | Wurzel                   | in Süßwaren |      |
| Lavendel (Lavandula angustifolia, Syn. Lavandula officinalis) | junge Blätter und Triebe | Fisch- u. Pilzsuppen, Gemüsesuppen, Braten, Kräuterbutter, kalte Vorspeisen                                                  |      |
| Liebstöckel, auch Maggikraut genannt (Levisticum officinale)  | Blätter                  | Rind-, Schwein-, Hammelfleisch, Hackbraten, Suppen- u. Gemüseeintöpfe, Marinaden, Rindsbouillon, Salate, Geflügel, Kochfisch |      |
| Limette, Limettensaft                                         | Früchte                  | Säuerungsmittel für thailändische Suppen                                                                                     |      |
| Lorbeer, Gewürzlorbeer (Laurus nobilis)                       | Blätter                  | Fischsud, in der indischen Küche, Gulasch, Weiß- und Rotkohl-Gerichte, Wild, Koch- und Schmorfleisch, Einlegegewürz, Sülzen  |      |
| Lorbeer, indischer (Cinnamomum tamala)                        | Blätter                  | v. a. in Gerichten der nordindischen Küche                                                                                   |      |
| Lorbeer, indonesischer (Syzygium polyanthum)                  | Blätter                  | malaysische und indonesische Küche                                                                                           |      |
| Löffelkraut (Cochlearia offic.)                               | Blätter                  | Linsen- und Bohnensuppe, Gemüse, Blattsalat                                                                                  |      |

## M
| Gewürz                                                            | Verwendete Pflanzenteile          | Verwendung | Bild |
| ----------------------------------------------------------------- | --------------------------------- | --- | ---- |
| Macis, Muskatblüte s. Muskat (Myristica fragrans)                 | Samenmantel                       | Verwendung wie Muskatnuss, mit feinerem Aroma zu Gebäck, Rosenkohl, Blumenkohl, Kartoffelbrei                                                                                    |      |
| Mandel, Süßmandel, Bittermandel (Prunus dulcis)                   | Nährfleisch des Pflanzenkeimlings | die Süßmandel wie Mohnsamen in der indischen Küche zum Eindicken von Saucen, die Bittermandel zum Aromatisieren von Gebäck, Likör                                                |      |
| Majoran (Origanum majorana)                                       | Blätter                           | Fleischgerichte, insbesondere Geflügel, Salate, Pasteten, Bratkartoffeln, Kartoffelsuppe, Wurstherstellung, Hülsenfrüchtesuppen, Innereien                                       |      |
| spreizende Melde (Atriplex patula)                                | junge Blätter, Samen              | Marinaden, Suppengrün, Kräuteressig, Tunken |      |
| Meerrettich, Kren (Armoracia rusticana)                           | Wurzel                            | Verwendung ähnlich wie Senf, zu Fisch und Fleisch, häufig auch als Meerrettichsahne, als Mischung mit Schlagsahne                                                                |      |
| Melisse s. Zitronenmelisse (Melissa officinalis)                  | Blätter                           | als Ersatz für Zitronengras, zu Fisch, Geflügel, Salaten, Süßspeisen, als Tee |      |
| Minze (Mentha)                                                    | Blätter                           | Tee, Liköre, in der englischen und indischen Küche zu Saucen |      |
| Mitsuba (Cryptotaenia japonica)                                   | Blätter, Stiele                   | japanische Küche, Suppen, Sushi, Tempura |      |
| Mohnsamen (Papaver somniferum)                                    | Samen                             | süß-bitter, nussartig, Gebäck, Brot |      |
| Muskat, -nuss, -blüte (Myristica fragrans)                        | Samenkern                         | Kartoffeln, Rosenkohl, Blumenkohl, Klöße/Knödel, Salate, Käseaufläufe, Schwarzwurzeln, Möhren, Ragout, Weihnachtsgebäck, frische Bratwurst und gehacktes, Spinat, Kartoffelpüree |      |
| Myrrhenkerbel s. Süßdolde (Myrrhis odorata, Syn. Scandix odorata) | Blätter, Samen                    | Gewürzkraut mit lakritzeartigem Geschmack |      |

## N
| Gewürz                                                              | Verwendete Pflanzenteile    | Verwendung                                       | Bild |
| ------------------------------------------------------------------- | --------------------------- | ------------------------------------------------ | ---- |
| Nelke s. Gewürznelke (Syzygium aromaticum)                          | getrocknete Knospen         | Gebäck, Dessert                                  |      |
| Nelkenpfeffer s. Piment (Pimenta dioica, Syn.: Pimenta officinalis) | getrocknete unreife Früchte | Fleischgerichte, Fischgerichte, Karibische Küche |      |

## O
| Gewürz                                         | Verwendete Pflanzenteile | Verwendung                         | Bild |
| ---------------------------------------------- | ------------------------ | ---------------------------------- | ---- |
| Ölkürbis                                       | Öl aus gerösteten Samen  | Kürbiskernöl für Salat, zu Brot    |      |
| Orangen -schale, -saft (Citrus × aurantium L.) | Frucht                   | Kuchen, Saucen, auch synthetisiert |      |
| Oregano, Wilder Majoran (Origanum vulgare)     | Blätter                  | mediterrane Küche, Pizza           |      |

## P
| Gewürz                                                            | Verwendete Pflanzenteile         | Verwendung                                                   | Bild |
| ----------------------------------------------------------------- | -------------------------------- | ------------------------------------------------------------ | ---- |
| Pandanus (Pandanus amaryllifolius)                                | frische Blätter                  | Gewürz für Reisgerichte, indonesische Küche                  |      |
| Paradieskörner (Aframomum melegueta)                              | getrocknete Samen                | Schärfungsmittel für marokkanische und tunesische Eintöpfe   |      |
| Paprika, Süß, Rosen- (Capsicum)                                   | getrocknete gemahlene Früchte    | geschmortes Rindfleisch, Hühner, Gulasch, Tomatensuppe       |      |
| Pastinake (Wurzel) (Pastinaca sativa)                             | Wurzeln                          | Suppen, Tafelspitz, Pot au Feu, milder als Petersilienwurzel |      |
| Peperoni (Capsicum)                                               | frische oder getrocknete Früchte | Schärfungsmittel                                             |      |
| Perilla, Shiso, Kkaennip, Sesamblatt (Perilla frutescens)         | Blätter                          | japanische und koreanische Küche                             |      |
| Petersilie, glatte P., krause P., -wurzel (Petroselinum crispum)  | Blätter und Wurzel               | Gemüse, Salate, Suppen, Lachs                                |      |
| Pfeffer, weiß, schwarz, grün (Piper nigrum)                       | Früchte, unterschiedlich reif    | Universalwürzmittel, um Speisen Schärfe zu geben             |      |
| Pfefferminze (Mentha x piperita)                                  | Blätter                          | Salate, Soßen, Mixgetränke, Hammelbraten, Pilze              |      |
| Piment, Nelkenpfeffer (Pimenta dioica, Syn.: Pimenta officinalis) | getrocknete unreife Früchte      | Fleischgerichte, Fischgerichte, Karibische Küche             |      |
| Pimpinelle (Sanguisorba minor)                                    | Blätter und Blüten               | Salate, Pilzgerichte, Wild, Suppen, Essig und Butter         |      |
| Portulak (Portulaca oleracea)                                     | junge Blätter und Blüten         | Blatt-, Gurken- und Tomatensalat, Saucen, Suppen             |      |

## Q
| Gewürz                                    | Verwendete Pflanzenteile | Verwendung | Bild |
| ----------------------------------------- | ------------------------ | --- | ---- |
| Quendel, Feldthymian (Thymus pulegioides) | Blätter                  | Saucen, Eintöpfe, Fleisch u. -füllungen, Schmalz, Pilzgerichte, Gemüse, Hülsenfrüchte, Quark, Wurstherstellung, Marinaden, Einlegegewürz, Fisch |      |

## R
| Gewürz                                   | Verwendete Pflanzenteile | Verwendung                                                                                   | Bild |
| ---------------------------------------- | ------------------------ | -------------------------------------------------------------------------------------------- | ---- |
| Ras el-Hanout                            |                          | Gewürzmischung aus Marokko für Couscous, Fleischgerichte                                     |      |
| Rhabarber (Rheum rhabarbarum)            | Blattstiele              | Säuerungsmittel                                                                              |      |
| Rosmarin (Rosmarinus officinalis)        | Blätter                  | Fleischgerichte, Lamm, Kartoffeln, Fisch, Marinaden, Käse-, Pilz-, Tomatenzubereitungen, Tee |      |
| Rotwein                                  |                          | Saucen, zum Einlegen, Marinieren, Boeuf Bourguignon, Coq au Vin                              |      |
| Rouille                                  |                          | Würzpaste, für Bouillabaisse und andere Eintöpfe                                             |      |
| Rucola, Salatrauke, Rauke (Eruca sativa) | Blätter                  | Salate, Risotto                                                                              |      |

## S
| Gewürz                                                          | Verwendete Pflanzenteile | Verwendung                                                                                        | Bild |
| --------------------------------------------------------------- | ------------------------ | ------------------------------------------------------------------------------------------------- | ---- |
| Safran (Crocus sativus)                                         | Blütenstempel            | Suppen, Gebäck, Reisgerichte                                                                      |      |
| Salbei, Echter (Salvia officinalis)                             | Blätter                  | Pasta, Fleischgerichte, italienische Küche                                                        |      |
| Salz                                                            |                          | Universalwürzmittel und Geschmacksverstärker                                                      |      |
| Sambal, z. B. Sambal Oelek, Sambal Trassie                      |                          | Gewürzpaste auf Chilibasis, indonesische Küche, asiatische Küche                                  |      |
| Sassafras, (Sassafras albidum)                                  | getrocknete Blätter      | Louisiana, Südstaatenküche der USA, kreolische Küche, Meeresfrüchte, Fisch, Geflügel              |      |
| Sauerampfer (Rumex acetosa)                                     | junge Blätter            | Fisch, Marinaden, Soßen, Suppen, Quark, Butter, Kräuteröl und -essig                              |      |
| Schabzigerklee oder Brotklee (Trigonella caerulea)              | Kraut                    | zur Käseherstellung vor allem in der Schweiz verwendet                                            |      |
| Schalotte (Allium)                                              | Zwiebeln                 | milder, sanfter als die Zwiebel, Salate, Fischgerichte, auch als Gemüse                           |      |
| Schafgarbe (Achillea millefolium)                               | Blätter und Triebe       | Marinaden, Tunken, Quark, Kräuterbutter, -öl, essig                                               |      |
| Schnittknoblauch (Allium tuberosum)                             | Blätter                  | asiatische Küche, Salate, Suppen, Eiergerichte                                                    |      |
| Schnittlauch (Allium schoenoprasum)                             | Blätter                  | Gemüse, Salate                                                                                    |      |
| Schwarzkümmel, Nigella (Nigella sativa)                         | Samen                    | Brot, Fleisch, Geflügel                                                                           |      |
| Sellerie, -blätter, -Salz (Apium graveolens)                    | Blätter                  | Salate, Suppen                                                                                    |      |
| Senf (Brassica alba, Brassica juncea und Brassica nigra)        | Samen                    | Saucen, Salate, auch als Würzmischung, Einlegegewürz, Wurstgewürz                                 |      |
| Soumbala (Parkia biglobosa)                                     | fermentierte Samen       | in Westafrika für Saucen und Reisgerichte verwendet, aus fermentierten Hülsen des Néré-Baumes     |      |
| Spitzwegerich (Plantago lanceolata)                             | Blätter                  | Fleischgerichte, Füllungen, Marinaden, Suppen Kräuterbutter, Mixed-Pickles                        |      |
| Sternanis (Illicium verum)                                      | Samen                    | Gebäck, Fleischspeisen, Süßspeisen, Pflaumenmus, Süßwarenherstellung                              |      |
| Stevia (Stevia rebaudiana)                                      | Blätter                  | die Blätter haben eine sehr hohe Süßkraft                                                         |      |
| Sumach (Rhus coriaria)                                          | Früchte                  | leicht säuerndes Gewürz für Döner Kebab und andere orientalische Fleischgerichte und Reiseintöpfe |      |
| Süßdolde, Myrrhenkerbel (Myrrhis odorata, Syn. Scandix odorata) | Blätter, Samen           | Gewürzkraut mit lakritzeartigem Geschmack                                                         |      |
| Süßholz s. Lakritze (Glycyrrhiza glabra)                        | Wurzel                   | in Süßwaren                                                                                       |      |
| Szechuanpfeffer (Zanthoxylum piperitum)                         | Samenkapseln             | holzig-scharf prickelndes Gewürz für Wokgerichte                                                  |      |

## T
| Gewürz                                                                   | Verwendete Pflanzenteile   | Verwendung | Bild |
| ------------------------------------------------------------------------ | -------------------------- | --- | ---- |
| Tamarinde (Tamarindus indica)                                            | Hülsen des Tamarindenbaums | asiatische, afrikanische und südamerikanische Küche, Chilis                                                                                      |      |
| Tanduri Masala                                                           |                            | indische Gewürzmischung zum Marinieren von Fleischgerichten                                                                                      |      |
| Tasmanischer Bergpfeffer (Tasmannia lanceolata)                          | Samen; Blätter             | wie Pfeffer |      |
| Tonkabohne (Dipteryx odorata)                                            | Samen                      | süß, vanilleähnlich, für Kekse und Gebäck, Desserts                                                                                              |      |
| Thymian (Thymus vulgaris)                                                | Blätter                    | Saucen, Eintöpfe, Fleisch und -füllungen, Schmalz, Pilzgerichte, Gemüse, Hülsenfrüchte, Quark, Wurstherstellung, Marinaden, Einlegegewürz, Fisch |      |
| Tripmadam (Sedum rupestre, Syn.: Petrosedum rupestre, Sedum reflexum L.) | Triebspitzen               | Suppen, Salate |      |
| Trüffel (Tuber)                                                          | Pilzkörper                 | Saucen, Wildgerichte, Pasteten |      |
| Tschubritza                                                              |                            | bulgarische Gewürzmischung |      |

## V
| Gewürz                       | Verwendete Pflanzenteile   | Verwendung                                  | Bild |
| ---------------------------- | -------------------------- | ------------------------------------------- | ---- |
| Vanille (Vanilla planifolia) | fermentierte Kapselfrüchte | Dessert, Saucen, synthetisiert als Vanillin |      |

## W
| Gewürz                                                            | Verwendete Pflanzenteile | Verwendung                                                                            | Bild |
| ----------------------------------------------------------------- | ------------------------ | ------------------------------------------------------------------------------------- | ---- |
| Wasabi, japanischer Meerrettich (Eutrema japonica)                | Rhizom                   | zu Sushi, Tempura, sonst wie Meerrettich                                              |      |
| Wacholder (Juniperus communis)                                    | getrocknete Beeren       | Braten, Saucen, Sauerkraut, Beizen, Wild, Fischgerichte und -marinaden, Räucherzusatz |      |
| Waldmeister (Galium odoratum)                                     | Kraut                    | Dessert, Bowle (Achtung: leberschädigend)                                             |      |
| Wald-Weidenröschen (Epilobium angustifolium)                      | junge Blätter            | Süßspeisen, Salate, Sirup                                                             |      |
| Wasserpfeffer (Persicaria hydropiper, Syn.: Polygonum hydropiper) | Blätter und Samen        | in der japanischen Küche zu Reisgerichten und Salaten                                 |      |
| Weinblätter (Vitis vinifera var. vinifera)                        | Blätter                  | zum Schmoren, Einlegen von Essiggemüse                                                |      |
| Weinraute (Ruta graveolens)                                       | Blätter                  | Wild, Fisch                                                                           |      |

## Y
| Gewürz                      | Verwendete Pflanzenteile | Verwendung                                 | Bild |
| --------------------------- | ------------------------ | ------------------------------------------ | ---- |
| Ysop (Hyssopus officinalis) | junge Blätter            | Eintopf, Suppe, Fisch- und Fleischgerichte |      |

## Z
| Gewürz                                                            | Verwendete Pflanzenteile                 | Verwendung | Bild |
| ----------------------------------------------------------------- | ---------------------------------------- | --- | ---- |
| Zichorie (Cichorium intybus)                                      | Blätter, Wurzeln, Sprösslinge            | Braten und -soßen, Wildkräutersoßen, Gemüse                                                                                   |      |
| Zimt (Cinnamomum verum J. S. Presl)                               | innere Rindenschicht; getrocknete Blüten | Braten, arabische Küche, Gebäck, Dessert, Milchreis, Obstzubereitungen, Reissalat, Rotkohl, Quark, Punsch, in Lebkuchengewürz |      |
| Zitronengras (Cymbopogon citratus, Syn.: Andropogon citratus DC.) | Halme und Blattbasis                     | Wokgerichte, Satay oder Saté, thailändische Küche                                                                             |      |
| Zitronenmelisse (Melissa officinalis)                             | Blätter                                  | als Ersatz für Zitronengras, zu Fisch, Geflügel, Salaten, zu Kräuter: -butter -soßen -suppen -quark, kalten Braten, als Tee   |      |
| Zitronen, -schale, -saft (Citrus × limon)                         | Frucht                                   | Saucen, Marinaden, Desserts, Gebäck, vor allem Säuerungsmittel, auch synthetisiert                                            |      |
| Zitronenstrauch                                                   | Blätter                                  | wenig bekannt im deutschsprachigen Raum: Süßspeisen, Salate                                                                   |      |
| Zitronenthymian (Thymus × citriodorus)                            | Blätter                                  | Fisch, Fleisch, Suppen, Salaten und Desserts (Eis)                                                                            |      |
| Zitwerwurzel, Weiße Curcuma (Curcuma zedoaria)                    | Rhizom                                   | wenig verwendetes thailändisches Gewürz                                                                                       |      |
| Zucker                                                            |                                          | Universalwürzmittel und Geschmacksverstärker                                                                                  |      |
| Zwiebel (Allium cepa)                                             | Zwiebeln                                 | Braten, Gemüse, Salat, eigenständiges Gemüse, Einlegezutat, Bratkartoffeln, Fisch                                             |      |